# Janis Joplin
Janis Lyn Joplin (ur. 19 stycznia 1943 w Port Arthur, zm. 4 października 1970 w Los Angeles) – amerykańska piosenkarka rockowa, soulowa i bluesowa, autorka tekstów, najczęściej wiązana z szeroko pojętym stylem psychodelicznego rocka (hipisowski rock) i blues rocka.
Zdobyła popularność w drugiej połowie lat sześćdziesiątych XX wieku jako wokalistka zespołu Big Brother and the Holding Company. Choć kariera artystyczna piosenkarki trwała zaledwie kilka lat, przeszła ona do legendy gatunku i ciągle uznawana jest za jedną z najbardziej wpływowych postaci współczesnej kultury masowej. Joplin karierę rozpoczęła w 1962 występami w klubach. W 2004 magazyn Rolling Stone umieścił Joplin na 46. miejscu w rankingu 100 Największych Artystów Wszech Czasów. Z powodu przedwczesnej śmierci jest zaliczana do „klubu 27".

## Dzieciństwo
Janis Joplin była córką Setha Joplina (1910–1987) i Dorothy East (1913–1998).
Jej ojciec był inżynierem, zaś matka archiwistką w wyższej szkole handlowej. Była najstarsza z trójki rodzeństwa. Rodzice Joplin zawsze uważali, że Janis trzeba poświęcić więcej uwagi niż pozostałym dzieciom. Dorothy Joplin powiedziała, że „[Janis] była niezadowolona i nieusatysfakcjonowana, gdy poświęcano jej za mało uwagi. Wzajemne zrozumienie nie wchodziło w grę”.
Jako nastolatka zaprzyjaźniła się z grupą wyrzutków, którzy zapoznali ją z twórczością artystów afroamerykańskiego bluesa, takich jak Bessie Smith oraz Leadbelly, których muzyka, według Janis, zainspirowała ją do podjęcia decyzji o rozpoczęciu kariery muzycznej. Dołączyła do lokalnego chóru, a następnie zaczęła słuchać takich bluesowych wykonawczyń jak Big Mama Thornton czy Odetta Holmes.
Początkowo jej pasją było malarstwo, później, wraz z grupą przyjaciół, zaczęła śpiewać wybrane piosenki nie tylko z gatunku blues, ale i folk. Twierdziła, że podczas nauki w szkole średniej im. Thomasa Jeffersona głównie unikała towarzystwa. Powiedziała: „Byłam nieprzystosowana. Czytałam. Malowałam. Nie darzyłam czarnuchów nienawiścią”. Będąc nastolatką, cierpiała na nadwagę. Jej skórę pokryły tak głębokie blizny i rozstępy, że musiała poddać się zabiegowi dermabrazji. Jej rówieśnicy naśmiewali się z jej wyglądu.
W 1960 ukończyła szkołę i udała się na studia na uniwersytet Lamar State College of Technology w Beaumont, a później na Uniwersytet Teksasu w Austin, jednak nigdy nie ukończyła studiów. Tamtejsza gazeta studencka opublikowała artykuł o Janis, zatytułowany „Ona ma odwagę być inna”.

## Kariera

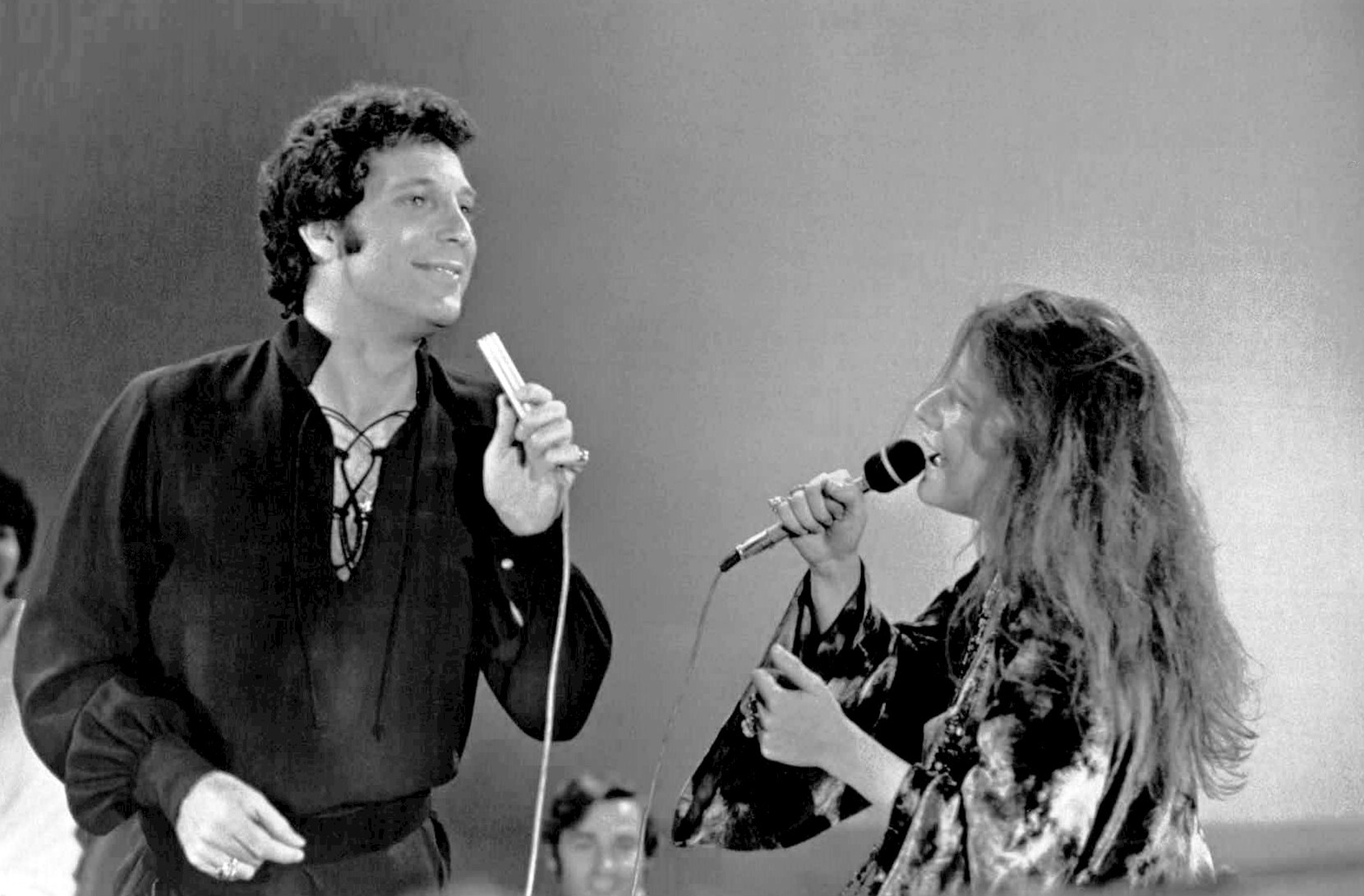
Janis Joplin i Tom Jones, 1969

W 1966 dołączyła jako wokalistka do mało znanego zespołu bluesrockowego Big Brother and the Holding Company. Wkrótce jej nieco skrzeczący, lecz bardzo ekspresyjny głos o dużych możliwościach, stał się sygnaturą zespołu, z którym wydała dwa albumy. Do statusu gwiazdy podniósł Janis Joplin występ z zespołem na festiwalu rockowym Monterey Pop Festival w 1967 roku. W grudniu 1968 artystka rozstała się z zespołem i rozpoczęła karierę solową, wspomagana przez utworzone w tym celu efemeryczne grupy: Kozmic Blues Band, a następnie Full Tilt Boogie Band. Kolejne dwa albumy, wydane pod nazwiskiem artystki (drugi już pośmiertnie), stały się również klasykami psychodelicznego rocka, balansując na pograniczu muzyki soul i bluesa. Janis Joplin wystąpiła również na słynnym festiwalu rockowym w Woodstock w 1969.

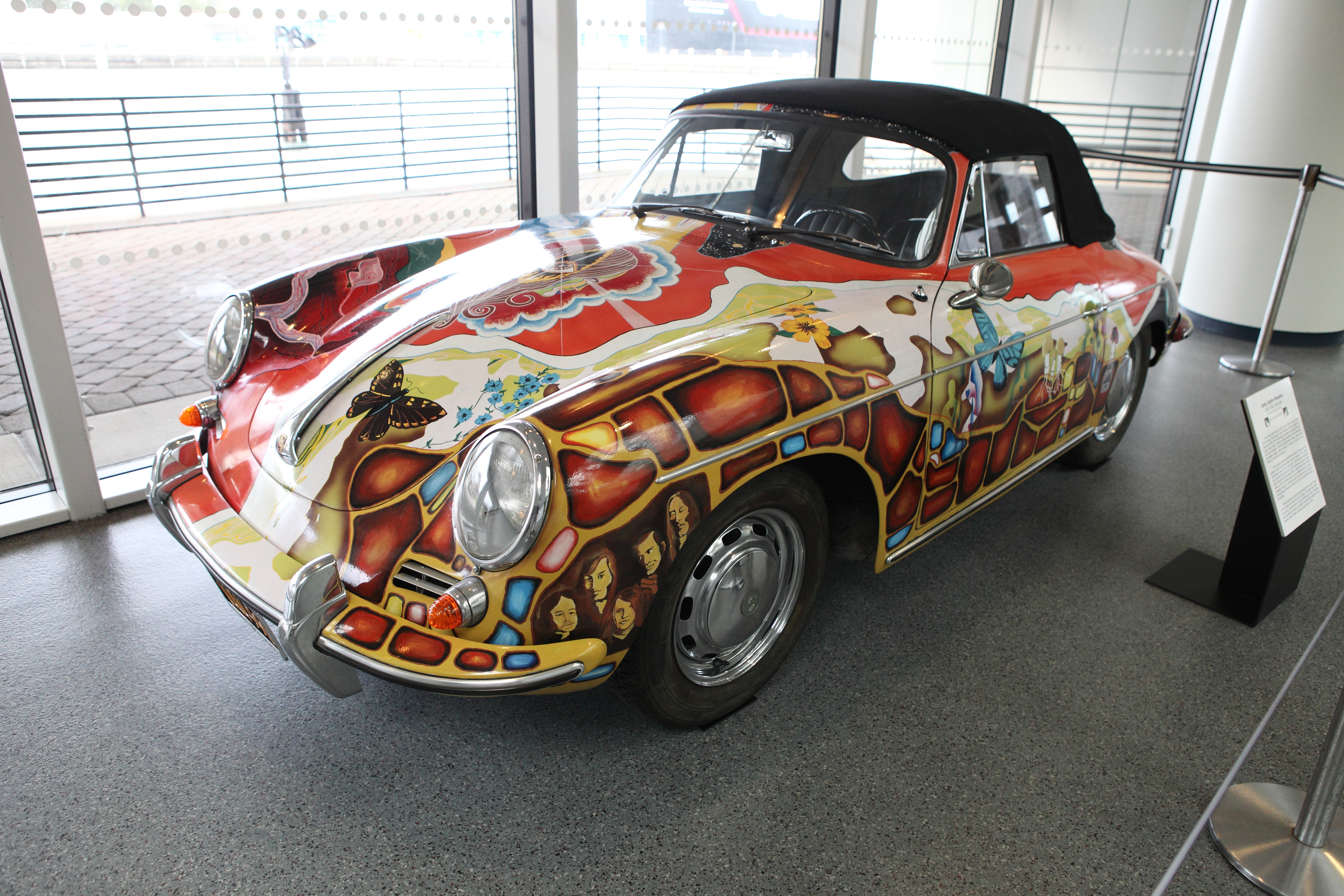
Porsche 356 Janis Joplin pomalowane w stylu psychodelicznym

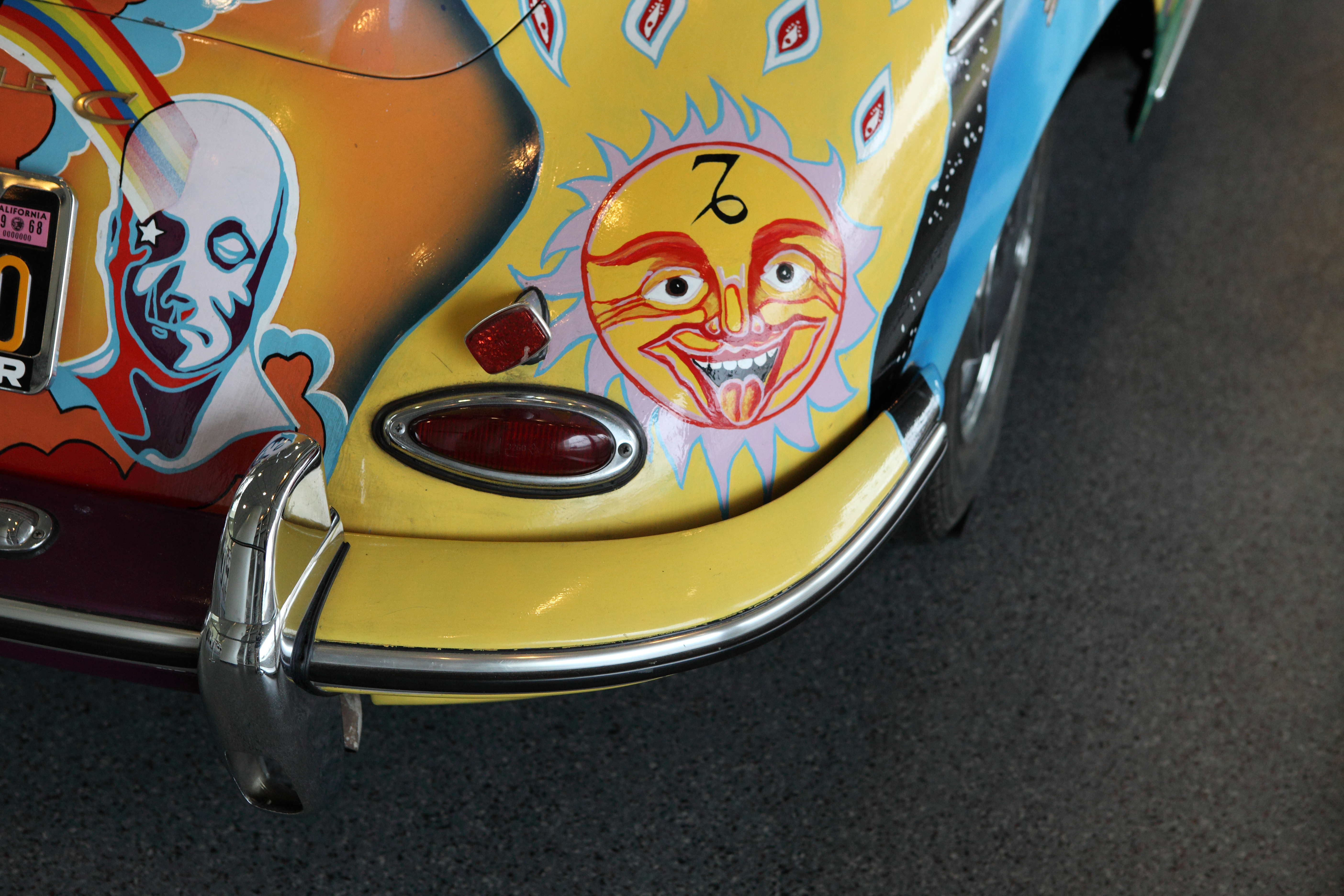
Porsche 356 Janis Joplin

Seria znakomitych utworów, w tym przeboje „Cry Baby”, „Piece of My Heart”, „Try (Just a Little Bit Harder)” i „Me and Bobby McGee” (kompozycja Krisa Kristoffersona), humorystyczny utwór a cappella „Mercedes Benz”, czy brawurowa interpretacja „Summertime” George’a Gershwina, weszły na trwałe do kanonu rocka. Janis Joplin związana była z ruchem hippisowskim. Krótkie lata jej kariery wypełnione były alkoholowymi, narkotycznymi i obyczajowymi ekscesami, przeplatanymi kuracjami odwykowymi. Zmarła na krótko przed wydaniem swojej drugiej solowej płyty, Pearl, 4 października 1970 roku w pokoju numer 105 w Hotelu Landmark w Hollywood, gdzie wówczas mieszkała. Przyczyną zgonu było ostre zatrucie heroinowo-morfinowe w wyniku wstrzyknięcia nadmiernej dawki. Ciało Janis Joplin poddano kremacji, a prochy zostały rozsypane w Kalifornii nad Oceanem Spokojnym.

## Obecność w popkulturze
- Janis J. jest wymieniona w piosence pt. Czas ołowiu z repertuaru polskiej grupy Budka Suflera. Autorem tekstu jest Marek Dutkiewicz, a kompozytorem Romuald Lipko[4].
- W 1995 roku Janis Joplin została wprowadzona do Rock and Roll Hall of Fame[5].
- W grudniu 2005 roku w warszawskim Teatrze Roma odbyła się premiera monodramu muzycznego „Moja mama Janis” w którym wykorzystano 16 piosenek artystki, na tę okazję po raz pierwszy przetłumaczonych na język polski przez Daniela Wyszogrodzkiego i Maciejkę Mazan. Główną rolę w monodramie gra i piosenki Joplin śpiewa Jolanta Litwin-Sarzyńska. Ta rola została uznana za najlepszą kreację I Festiwalu Teatrów Muzycznych w Gdyni (2008). W styczniu 2010 roku Agencja Artystyczna MMJ z 12 utworami pochodzącymi z tego monodramu.

## Dyskografia
Janis Joplin w całej swojej karierze nagrała cztery albumy studyjne, z czego ostatni został wydany niedługo po jej śmierci. Dwa pierwsze nagrała jako członek grupy Big Brother and the Holding Company, a dwa ostatnie były jej solowymi wydawnictwami z udziałem dwóch różnych zespołów. Pozostałe utwory studyjne, nagrania koncertowe i alternatywne wersje piosenek zostały wydane na różnych albumach kompilacyjnych, takich jak Farewell Song z 1982 roku. Kilka koncertów Janis Joplin zostało profesjonalnie nagranych i oficjalnie wydano, co kontrastuje z ogromną liczbą bootlegów koncertów do dziś niewydanych.
- z zespołem Big Brother and the Holding Company:

1967 Big Brother and the Holding Company
1968 Cheap Thrills
1984 Cheaper Thrills
1998 Live at Winterland '68
2008 The Lost Tapes
2012 Live at the Carousel Ballroom 1968
- z zespołem Kozmic Blues Band:

1969 I Got Dem Ol’ Kozmic Blues Again Mama!
1974 Live in Amsterdam
2009 The Woodstock Experience
- z zespołem Full Tilt Boogie Band:

1971 Pearl
1975 Live in Honolulu
1976 Wicked Woman
- późniejsze wydawnictwa:

1972 In Concert
1973 Janis Joplin's Greatest Hits
1975 Janis
1982 Farewell Song
1993 Janis
1995 18 Essential Songs
1995 This is Janis Joplin
1999 Rare Pearls
2001 Love, Janis
2011 Move Over!
2012 The Pearl Sessions